# Batavo S/A
A Batavo é uma marca brasileira criada em Carambeí, na região dos Campos Gerais do Paraná, Brasil. A Indústria de Alimentos Batávia S/A, que atua no ramo alimentício, é detentora da marca Batavo, que foi criada pela Cooperativa Agropecuária Batavo Ltda. em 1928. Atualmente, a Indústria de Alimentos Batávia S/A pertence a multinacional francesa Lactalis, maior grupo de laticínios do mundo.

## História
No início do século XX, o conhecimento ancestral na arte da produção leiteira dos imigrantes holandeses, que se fixaram em um pequeno povoado do estado do Paraná, resultou nas origens da marca Batavo. Algumas famílias holandesas, que desembarcaram no Brasil, se instalaram entre Castro e Ponta Grossa, onde hoje é Carambeí, cidade da região do centro-sul paranaense, fundando a Cooperativa Central de Laticínios do Paraná, anteriormente denominada Sociedade Cooperativa Holandesa de Laticínios, com o objetivo de produzir leite e derivados de forma artesanal, para o mercado local.

### Fundação da cooperativa e da marca Batavo

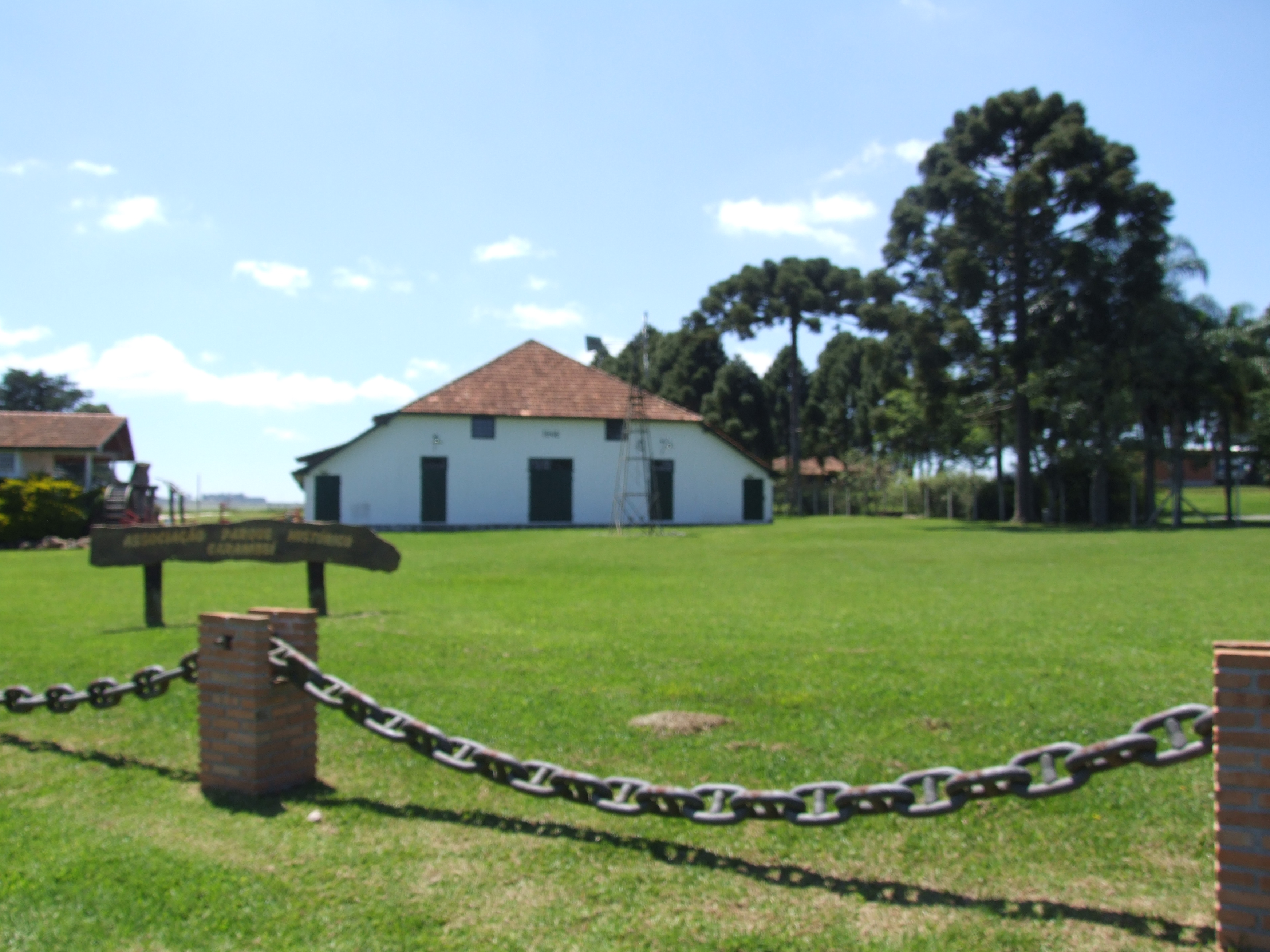
Casa da Memória, no Parque Histórico de Carambeí, onde parte da história da cooperativa é retratada.

Em 1925, as fábricas de laticínios da região de Carambeí se uniram para que juntas produzissem leite. Assim, foi fundada a cooperativa de produção leiteira que deu origem a Sociedade Cooperativa Hollandeza de Lacticínios.
A marca Batavo surgiu em 1928, inspirada no nome de uma tribo do início da era cristã, que habitava o delta do Reno – região de origem da maioria das famílias holandesas radicadas em Carambeí. O primeiro produto comercializado com a marca Batavo na embalagem foi o queijo. Na década de 1930, a vida religiosa dos holandeses seguiu paralela as atividades agropecuárias e comerciais. No entanto, em 1941, a referência religiosa à região dos fundadores da então Sociedade Cooperativa Holandesa de Laticínios deu lugar a um novo nome para a entidade: Cooperativa Agropecuária Batavo Ltda.
A chegada de mais uma leva de imigrantes e a união de três entidades, a Cooperativa Batavo, a Cooperativa Central de Laticínios do Paraná (CCLP) e a Cooperativa Agropecuária de Arapoti, no período entre 1954 e 1961, deu maior impulso aos negócios. O trio passou a operar como Cooperativa Central com o objetivo de organizar em maior escala a produção, a industrialização e o comércio de produtos como leite e derivados. O grupo manteve a marca Batavo como a sua identificação no mercado.
Em 1970, o grupo passou a atuar também no setor de carnes (suínos e aves). A diversificação na oferta de produtos ajudou a consolidar a Batavo como um grande complexo industrial.
No ano de 1980, grandes investimentos foram concluídos, o que transformou a Cooperativa em uma das organizações modelo do segmento no estado do Paraná. Em 1996, a Cooperativa Central associou-se a Agromilk, sociedade composta por 11 cooperativas de produtos laticínios e sediada na cidade de Concórdia, em Santa Catarina.

### A venda da Batavo e a criação da Indústria de Alimentos Batávia S/A

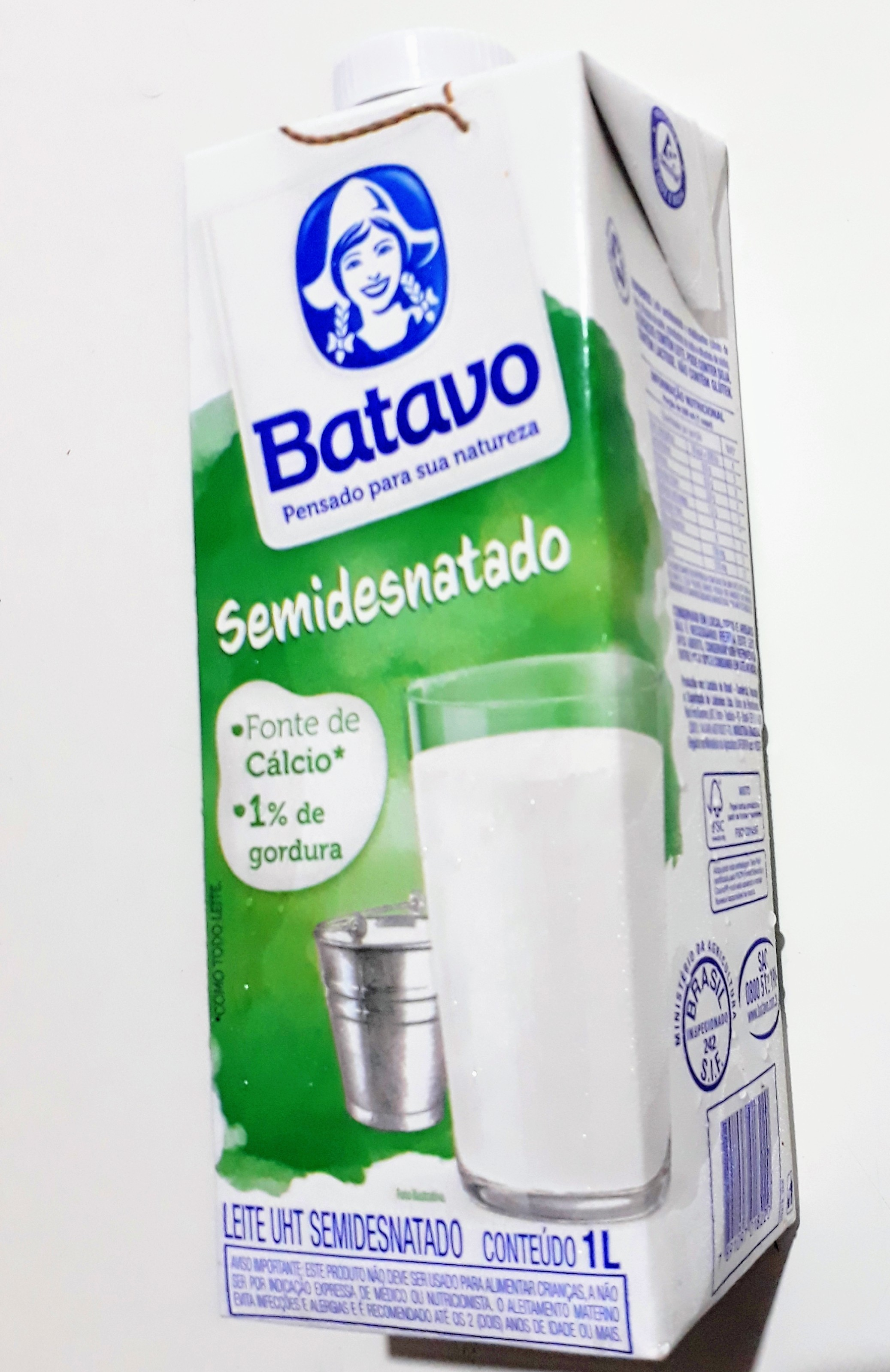
Caixinha de leite UHT semidesnatado da Batavo.

Em 1997, a Batavo faturou 483 milhões de reais. Em 1998, após um acordo com a Parmalat, o grupo deu origem a Indústria de Alimentos Batávia S/A, de capital aberto, detentora da marca Batavo. A multinacional italiana adquiriu 51% da marca por aproximadamente de 150 milhões de reais, enquanto 49% ficou com a cooperativa. Nesse período, a Batavo detinha 12% do mercado nacional de iogurtes, atrás da Danone e da Nestlé. No ano seguinte, a Batavo investiu na diversificação de produtos, incluindo leites, iogurtes, queijos, manteigas, lançando ainda molhos prontos e sobremesas comercializados com as marcas Batavo e Parmalat. Chegou ao mercado, com exclusividade, a primeira linha de iogurtes funcionais. Em 2000, a Parmalat entrou em crise e a Perdigão Agroindustrial S/A adquiriu as ações do frigorífico Batávia S/A, assumindo a gestão da empresa na divisão de carnes.
Em 2004, a Batávia desenvolveu uma linha de leites especiais, com as versões Batavo Sensy (com 90% a menos de lactose), Batavo Ferro e Batavo Cálcio Light. Em 2005, investiu no portfólio ampliando diversas linhas. Na linha Bio Fibras, de iogurtes funcionais, lançou a versão cremosa. Entrou no mercado de alimentos à base de soja e apresentou a Soja Original, produto 100% vegetal sem lactose e 0% de colesterol. Nesta categoria, a marca inovou com o lançamento do primeiro "iogurte" cremoso à base de soja e o primeiro creme de soja do Brasil. Foi lançado ainda a linha de sucos, com as versões Batavo Néctar de Frutas, Suco + Soja e Smoothies. Estes produtos marcaram a entrada da marca no mercado de sucos prontos para beber.
Em 2006, a Perdigão S/A adquiriu o controle acionário da empresa, reforçando a estratégia de expansão da marca Batavo. Chegou ao mercado a linha Batavo Naturis Soja, 100% vegetal. A linha inaugurou também a primeira sobremesa de chocolate à base de soja. No primeiro semestre de 2007, a marca Frutier de sobremesas 100% à base de frutas foi incorporada ao portfólio Batavo. No segundo semestre, em meados de novembro, a Perdigão passou a deter o controle total da Batávia.

### Criação da BRF e a venda da Batavo para a Lactalis

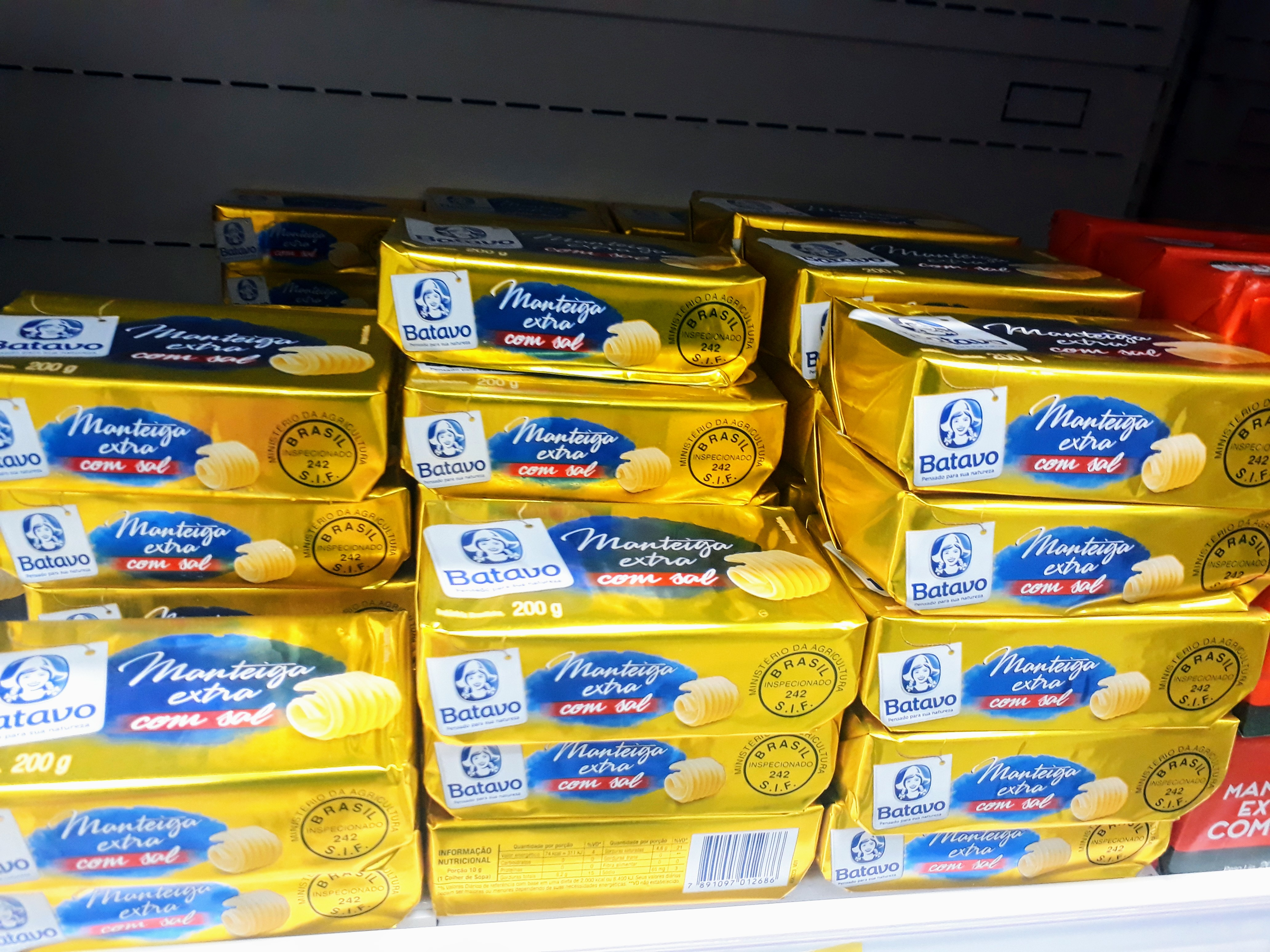
Tabletes de manteiga com sal da Batavo.

Em 2009, a Perdigão anunciou a conclusão da fusão com a Sadia, dando origem ao grupo BRF. Em 2014, o grupo francês Lactalis comprou as marcas Elegê e Batavo do conglomerado BRF, que se desfez das operações de lácteos por 1,8 bilhão de reais.
Já a Batavo Cooperativa Agroindustrial decidiu mudar, em 2015, sua denominação social para Frísia Cooperativa Agroindustrial, desvinculando-se do antigo nome por causa da venda para o mercado varejista dos segmentos de carnes e lácteos.